# ユナ (少女時代)
ユナ（朝: 윤아、英: YoonA、本名：イム・ユナ〈朝: 임 윤아、 英: Lim Yoon-A、中：林 允儿林 潤娥〉、1990年5月30日 - ）は、大韓民国・ソウル特別市出身の女優、アイドル。アイドルグループ・少女時代のメンバー。

## 人物

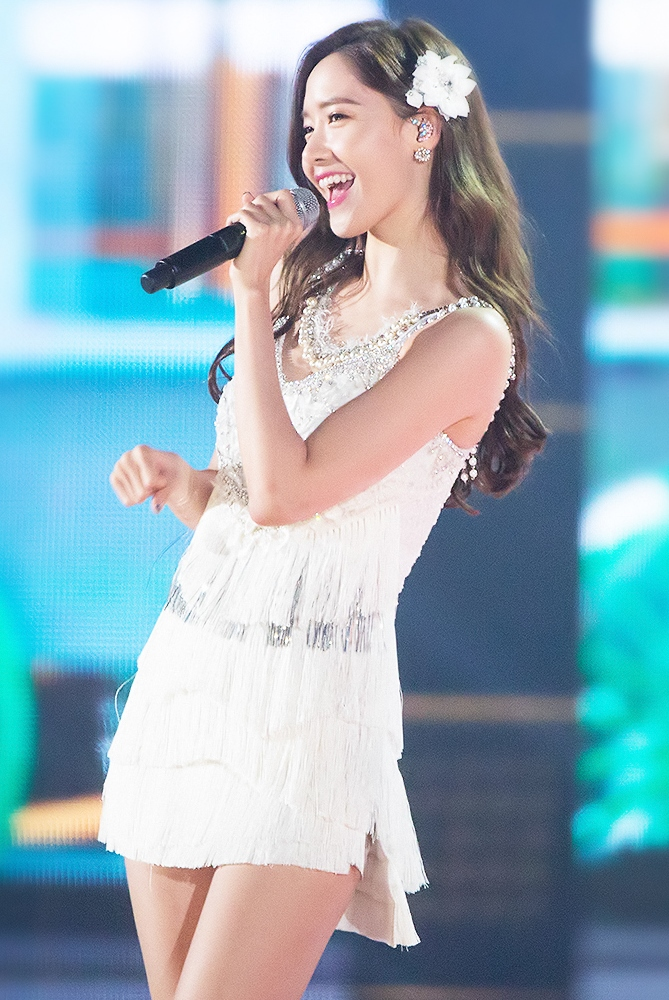
KBS Gayo Daechukje 2015

少女時代のメンバーで、グループでは「少女時代の顔」として「センターポジション」の他、「リードダンサー」でもある。
2007年8月に「また巡り逢えた世界 (Into the New World)」でデビュー。2009年に発表した「Gee」が大ヒットし、一躍韓国アイドル界のトップスターとなる。韓国だけでなく、アジア諸国、日本、欧米でも活動を行っている。
女優業では、2013年8月22日にチャン・グンソクとの共演、『ラブレイン』の映画化が発表され、女優として初の映画出演を果たした他、中国ドラマ『三国志 〜趙雲伝〜』に主演ヒロインとして出演するなど女優としての幅を広げている。韓国の自然主義化粧品ブランドinnisfreeのグローバルモデルに抜擢されるなど、化粧品モデルとしても活躍している他、バーバリーのファッションショーやシャネルのクルーズコレクションに招待されるなどファッションモデルとしても活躍する。国連児童基金の広報使節や国税庁の広報大使に任命され、プライベートでは高額寄付者としてHonor Societyに加入した。
2015年3月2日に約6年を経て東国大学を卒業し、過去の国務総理表彰受賞などの模範的な行動と活発な活動を認められ功労賞を受賞した。
身長168cm、体重48kg、血液型はB型、星座はふたご座。家族構成は父、姉。

## 経歴
- 2002年、SMエンタテインメントの公開オーディションを受けて合格し、練習生となる。5年2カ月の練習期間を経て、2007年に少女時代のメンバーとしてデビュー。
- 2008年、KBSのドラマ『君は僕の運命』で主演。同作品は視聴率40%を超え[14]、ユナはKBS演技大賞の女性新人賞とネチズン賞を受賞した。
- 2009年2月、大永高等学校を卒業。3月には東国大学校演劇学部に入学[15][16][17]。
- 2009年、MBCのドラマ『シンデレラマン』に出演。百想芸術大賞にて女性新人賞、人気賞を受賞。
- 2012年、KBSのドラマ『ラブレイン』で主演[18]。KBS演技大賞にてネチズン賞を受賞。

## エピソード

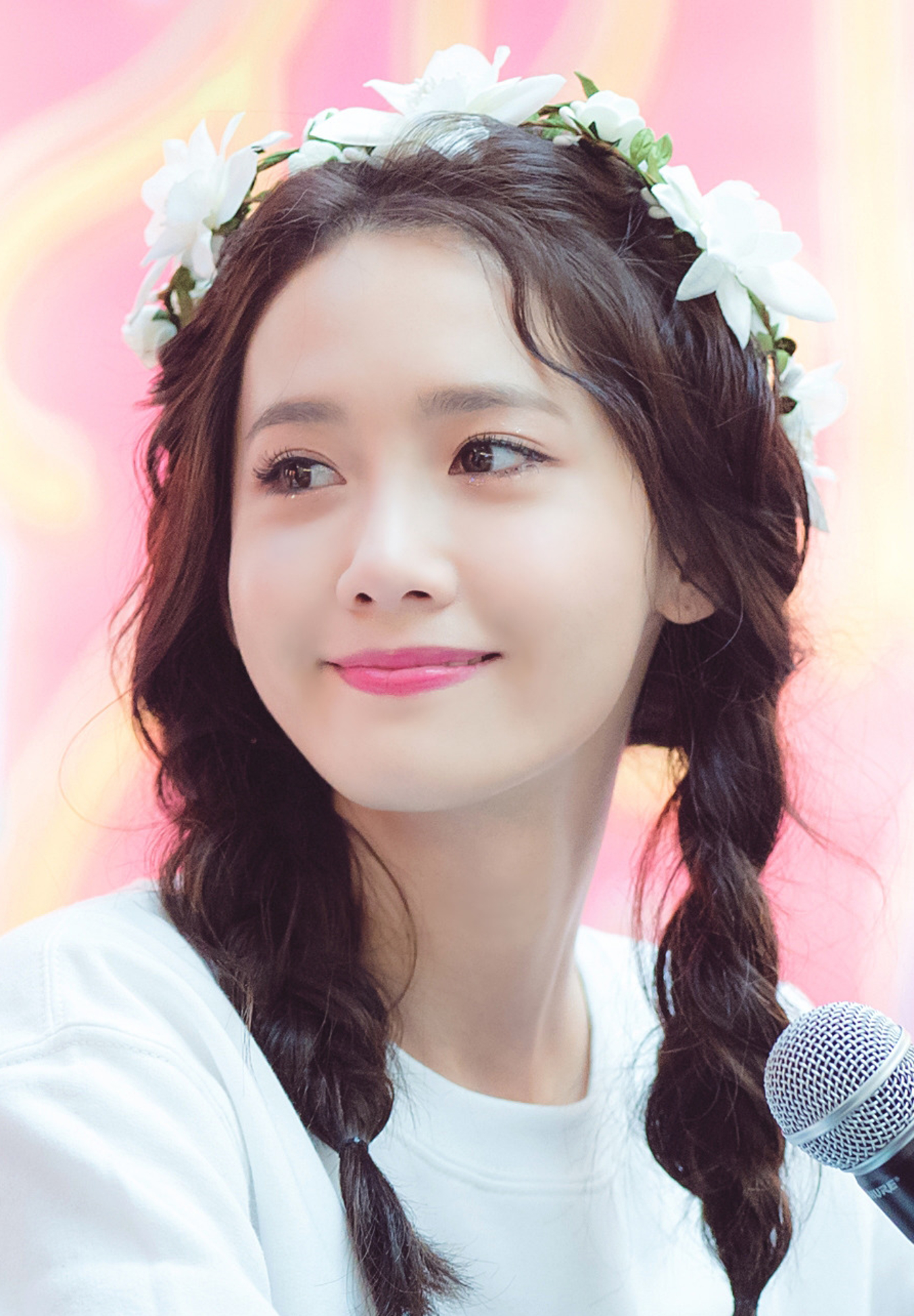
2017年

- 練習生時代からドラマや先輩グループのミュージックビデオに出演しており、美人と評判で有名だった。
- ヘアスタイルはロングヘアを好みとし、華のある「少女時代の顔」「センター」として他のメンバーからも認められる存在である。少女時代のセンターポジションとして、本人はインタビューで「最初はプレッシャーがあったが、今はもう慣れていると思う」と答えており、「メンバーがセンターに立たせてくれる」と述べている[4]。
- 趣味は自分で空の風景の写真をとることで、ファンクラブで自分のとった写真を貼り話題となった。
- 一般人が、女神のような美貌だと撮影した写真をSNSに投稿し話題となった事がある[19]。また、タイで目撃されたユナは「まるでマネキンのようだ」と評されファンによって撮影された画像が出回った[20]。
- 所属事務所の評価では、東方神起のチャンミンが事務所に入所した際、人生で『心底美人だと思った二人の女性』の内の一人にユナの名前を挙げている[21]。SHINeeのテミンも練習生時代にユナを目撃し、「芸能人とは本当に選ばれた人しかなれないんだ」と感じたと話したことがある。
他にSUPER JUNIORのイトゥク、ヒチョル、イェソン、ウニョク、キュヒョンもユナを「SMエンタテインメント内で一、二を争う美女である」といった趣旨の発言をしている。
- 少女時代のメンバーの中では、ソヒョンの次に若い[22]。年上のメンバーを「オンニ（お姉さん）」と呼んで慕っている。
- SMAPの木村拓哉が理想の男性であることを公言しており[23]、彼が出演したドラマは全て見たという。2011年12月19日放送のフジテレビ「HEY!HEY!HEY!」にて共演を果たした際には、木村拓哉の後ろの席ではしゃぐような笑顔を見せた。韓国内の芸能人での理想にはヨン・ジョンフンを挙げており、長い間憧れの人物である事を語っている。
- ティファニーの話によると、個人でCMやドラマに多く出演しているので、少女時代のメンバーの中で最もギャラが多いという[24]。SBSの番組「K-STAR news」の調べによると、ユナは2012年上半期だけでもドラマと20本のCMに出演し、1人で40億ウォン(約2.8億円)を越える収益を上げているという[25]。
- 韓国の小学校の社会科の教科書にユナの写真が掲載されたことがある[26]。
- 2014年元日に歌手で俳優のイ・スンギとの交際を発表し、韓国芸能界20代のトップスターカップルの誕生は高い注目を集めたが[27]、2015年8月13日、イ･スンギと破局したことを正式発表した。
- メンバーの中でもいたずら好きな性格であり、他のメンバーからは「小学生男子」と呼ばれている[28]。また、いたずらのせいで他のメンバーから酷い目に合わされることもある[29]。

## 出演

### 映画
- コンフィデンシャル/共助（2017年） - パク・ミニョン 役
- EXIT イグジット（2019年） - 主演：ウィジュ 役
- 手紙と線路と小さな奇跡（英語版）（2021年） - ラヒ 役
- ハッピーニューイヤー（2021年）- スヨン 役
- コンフィデンシャル:国際共助捜査（2022年） - パク・ミニョン 役

### ドラマ
- 9回裏2アウト（2007年、MBC） - シン･ジュヨン 役
- 止められない結婚（2007年、KBS）-本人役：ユナ
- 絶世の美女 パクジョングム（2008年、MBC）
- 傷だらけの女たち（2008年、MBC） - ミエ 役
- 君は僕の運命（2008年-2009年、KBS） - 主演：チャン・セビョク 役
- シンデレラマン（2009年、MBC） - ソ・ユジン 役
- ラブレイン（2012年、KBS） - キム・ユニ／チョン・ハナ 役
- 総理と私（2013年-2014年、KBS） - ナム・ダジョン 役
- 三国志〜趙雲伝〜（2015年、湖南衛星TV） - 夏侯軽衣 役
- THE K2〜キミだけを守りたい〜（2016年、tvN） - コ・アンナ 役
- 王は愛する（2017年、MBC） - ウン・サン 役
- ハッシュ～沈黙注意報～（2020年、JTBC） - イ・ジス 役
- ビッグマウス（2022年、MBC） - コ・ミホ 役
- キング・ザ・ランド（2023、JTBC） - チョン・サラン役[30]

### バラエティ
- ファミリーがやってきた2（2010年）
- ヒョリの民宿シーズン2（2018年）

### ミュージック・ビデオ
- 2004年 東方神起 『魔法の城』
- 2006年 スーパージュニア 『U』
- 2006年 天上智喜The Grace 『情熱』
- 2007年 スーパージュニア 『Marry U』
- 2008年 イ・スンチョル 『Propose』
- 2009年 Twenty Four/Seven 『その人の女性』
- 2011年 SHINee 『Replay-君は僕のeverything-』

### CM
- Tun Tun English "Follow me"(2006年)
- Sanyo Battery Changer "Eneloop"(2006年)
- Johnson & Johnson Korea "Clean & Clear"(2007)
- Haitai Beverage Sunkist "Lemonade"(2007)
- School Uniform Brand "ELITE Basic"(2007)
- Welcron Healthcare Corporation Female Goods "Yejimin"(2008)
- Korea Eundan Corporation Vitamin "Solar-C"(2008)
- Cosmetics Brand "Innisfree" (2009年 - )
- Outdoor Clothing Brand "Eider" (2012年 - )
- Alcon Korea Contact Lens(2012年 - )[31]
- SK Telecom "NOOT"(2013年)LTE無限の能力、눝(ヌッ)　[32]

## 受賞歴
2008年
- 第3回コリア・ドラマ・アワード - ネズチン人気賞（ドラマ『君は僕の運命』）
- KBS演技大賞 - 女性新人賞（『君は僕の運命』）
- KBS演技大賞 - ネズチン人気賞（『君は僕の運命』）

2009年
- 第45回百想芸術大賞 - TV部門 女性新人賞（『君は僕の運命』）
- 第45回百想芸術大賞 - TV部門 人気賞（『君は僕の運命』）

2010年
- 第46回百想芸術大賞 - TV部門 女性人気賞（ドラマ『シンデレラマン』）

2012年
- KBS演技大賞 - ネズチン賞（ドラマ『ラブレイン』）

2013年
- KBS演技大賞 - ミニシリーズ部門女性優秀演技賞（『ラブレイン』）
- KBS演技大賞 - ベストカップル賞（『ラブレイン』）

2014年
- ソウル国際青少年映画祭 - 女性青少年人気賞（ドラマ『総理と私』）

2015年
- 東国大学校 - 功労賞
- 第49回納税者の日 - 大統領表彰

2016年
- 第1回アジア・アーティスト・アワード - ドラマ部門 アジアスター賞（ドラマ『THE K2〜キミだけを守りたい〜』）
- 第1回アジア・アーティスト・アワード - ドラマ部門 人気賞
- コリア・ベストドレッサー・白鳥賞 - ベストドレッサー
- Ceci ビューティー・アワード - アジアビューティーアイコン賞

2017年
- 第53回百想芸術大賞 - 映画部門 女性人気賞（映画『コンフィデンシャル/共助』）
- 韓国映画を輝かせたスター賞 - 人気賞（『コンフィデンシャル/共助』）
- 第1回ザ・ソウル・アワード - 人気賞（『コンフィデンシャル/共助』）
- BIFF marie claire アジア・スター・アワード - ライジングスター賞（『コンフィデンシャル/共助』）
- アジア・ドラマ・カンファレンス - 女性俳優部門 特別表彰（ドラマ『三国志〜趙雲伝〜』）
- 第2回アジア・アーティスト・アワード - ベストアーティスト賞（ドラマ『王は愛する』）
- 第2回アジア・アーティスト・アワード - 人気賞
- 第1回サイパン国際映画祭 - アジア最高人気女優賞
- ELLE スタイル・アワード - K-styleアイコン

2018年
- 第12回アジア・フィルム・アワード - ネクスト・ジェネレーション賞（『コンフィデンシャル/共助』）
- 第13回大韓民国大学映画祭 - 演技賞（『コンフィデンシャル/共助』）
- 第13回Soompiアワード - 女優主演賞（『王は愛する』）
- 第3回アジア・アーティスト・アワード - アジアトレンド賞
- MTN放送広告フェスティバル - CF 女性スター賞
- コパ&ニコン・プレスフォト・アワード - フォトジェニック

2019年
- 釜日映画賞 - 人気女優賞（映画『EXIT イグジット』）
- 第40回青龍映画賞 - 人気スター賞（『EXIT イグジット』）
- 第4回アジア・アーティスト・アワード - 俳優部門 ベストアーティスト賞（『EXIT イグジット』）
- 第4回アジア・アーティスト・アワード - 俳優部門 ベストソーシャルアーティスト賞
- 今年の女性映画人賞 - 新人演技賞（『EXIT イグジット』）
- BIFF marie claire アジア・スター・アワード - アジアの顔賞（『EXIT イグジット』）
- 第4回マカオ国際映画祭 - アジアンスターズ・アップ・ネクスト・アワード（『EXIT イグジット』）
- 第18回大韓民国ファースト・ブランド大賞 - 女性映画俳優部門
- コスモ・ビューティー・アワード - 今年の人物賞
- 東亜ドットコム’s PICK - 出口のない魅力・欠点のない演技賞

2020年
- ブランド顧客忠誠度大賞 - 広告モデル賞女性部門
- ブランド顧客忠誠度大賞 - マルチテイナー女性部門

2021年
- 第40回黄金撮影賞 - 撮影監督が選ぶ人気賞（『EXIT イグジット』）
- 第42回青龍映画賞 - 人気スター賞（映画『奇跡』）

## 音楽活動
グループ・ユニットの作品は、少女時代、少女時代-Oh! GGを参照。

### シングル
- 2016年3月11日「덕수궁 돌담길의 봄(Deaoksugug Stonewall Walkway)(Feat.10cm)」-「SM STATION」
- 2017年9月8日「바람이 불면 (When The Wind Blows)」-「SM STATION2」
- 2018年5月13日「To You」
- 2019年5月30日「A Walk to Remember」

### OST
- 2016年10月15日「Amazing Grace」-「THE K2」

### その他
- Innisfree Day (2010年、コスメブランド「innisfree」のキャンペーンソング)
- Knock(2023年11月16日、Epitone Projectとのコラボ曲)[33]